# Roberto Frinolli
Roberto Frinolli Puzzilli (ur. 13 listopada 1940 w Rzymie) – włoski lekkoatleta płotkarz, mistrz Europy.
Specjalizował się w biegu na 400 metrów przez płotki. Rozpoczął karierę międzynarodową od zwycięstwa w tej konkurencji oraz brązowego medalu w sztafecie 4 ×400 metrów na uniwersjadzie w 1963 w Porto Alegreie. Zwyciężył w biegu na 400 metrów przez płotki na igrzyskach śródziemnomorskich w 1963 w Neapolu Na igrzyskach olimpijskich w 1964 w Tokio zajął 6. miejsce w finale biegu na 400 metrów przez płotki. Startował na tych igrzyskach również w sztafecie 4 × 400 metrów, która odpadła w przedbiegu, ale ustanowił rekord Włoch w tej konkurencji wynikiem 3:07,6. Ponownie zwyciężył w biegu na 400 metrów przez płotki, a także w sztafecie 4 × 400 metrów na uniwersjadzie w 1965 w Budapeszcie.
Na mistrzostwach Europy w 1966 w Budapeszcie zdobył złoty medal w biegu na 400 metrów przez płotki, wyprzedzając Gerda Loßdörfera z RFN i Roberta Poiriera z Francji, a w sztafecie 4 × 400 m zajął wraz z kolegami 6. miejsce. Zajął 8. miejsce w finale 400 m przez płotki na igrzyskach olimpijskich w 1968 w Meksyku. Wystąpił w tej konkurencji również na igrzyskach olimpijskich w 1972 w Monachium, ale odpadł w eliminacjach.
14 września 1968 w Meksyku ustanowił rekord Włoch na 400 m przez płotki czasem 49,13 s, który przetrwał do 1991. Trzykrotnie poprawiał rekord Włoch w sztafecie do wyniku 3:06,5 (4 września 1966 w Budapeszcie).
Frinolli był mistrzem Włoch na 400 m przez płotki w latach 1963–1966, 1968 i 1969.